# Saint-Léopardin-d'Augy

Saint-Léon este o comună în departamentul Allier din centrul Franței. În 1 ianuarie 2022 avea o populație de 364 de locuitori.